# Kemin
Kemin (in kirghiso Кемин?) è una cittadina del Kirghizistan settentrionale, capoluogo del distretto omonimo; l'insediamento è noto per aver dato i natali all'ex presidente del Kirghizistan Askar Akaev.